# Valerianella balansae
Valerianella balansae är en kaprifolväxtart som beskrevs av Henry John Matthews. Valerianella balansae ingår i släktet klynnen, och familjen kaprifolväxter. Inga underarter finns listade i Catalogue of Life.